# 早野慎吾
早野　慎吾（はやの しんご）は、日本の言語学者。都留文科大学文学部教授。専門は社会言語学（方言学）、言語心理学、日本語教育。言語研究の他、写真家、イラストレーターとしても活動している。

## 学歴
1992年に上智大学大学院修了。

## 現職
2012年から都留文科大学教授。

## 著書（単著）[4][5]
- 『日本語文化の研究 別冊(3)八王子車人形西川古柳座１立川言語文化研究会』2019年10月　ISSN 24332623
- 『パチンコ広告のあおり表現に関する研究：パチンコ問題について考える』日本語文化の研究 別冊(1) 2018年8月 ISSN 24332623
- 『宮崎ことばの散歩道~ずんだれ編~』鉱脈社、2011年2月　ISBN 978-4860613808
- 『首都圏の言語生態―関東篇 』おうふう<地域語の生態シリーズ>、1996年7月　ISBN 978-4273029128
- 『方言と地域文化：日本語として、また国語としての方言教育』 茨城県玉造町教育委員会 1992年3月

## 著書（分担・編著）
出典:
- 井上史雄・木部暢子『はじめて学ぶ方言学: ことばの多様性をとらえる28章 』ミネルヴァ書房、2016年3月　ISBN 978-4623075201
- 『残さんね宮崎弁』（宮崎日日新聞社との共著）宮日文化情報センター、2011年3月　ISBN 978-4904186220
- 『これが九州方言の底力(九州方言研究会編) 』 大修館書店 、2009年4月(担当:共著, 範囲:アクセントが無い！ 元気だったのに元気なかった？)　ISBN 978-4469222005
- 『県別　罵詈雑言辞典 』(分担：宮崎県、大分県)東京堂、 2011年4月　ISBN 978-4490108071
- 『にほんご : 日本語を学ぶ・宮崎を学ぶ : 多文化共生時代の地域日本語支援(分担：早野慎吾、新居崎満枝、松井洋子) 』宮崎県国際交流協会、2008年4月
- 『山田達也先生喜寿記念論文集地域語研究論集　(分担:首都近郊都市における方言形の分類：茨城県水戸市の場合) 』港の人、2002年7月　ISBN 4896290992
- 『多々良鎮男先生傘寿記念論文集(分担: 個人の言語使用と志向性, 敬語について) 』 多々良鎮男先生傘寿記念論文集編集委員会、1993年 3月
- 『地域言語と文化：玉造のことば(分担:地域言語の区画音声、音韻、アクセント、文法、語彙) 』玉造方言研究グループ(茨城県玉造町教育委員会)、1992年3月
- 『北海道方言研究会二十周年記念論文集ことばの世界 (担当:共著, 範囲:地域言語の分類：言・標準語・共通語)北 』海道方言研究会 、1994年3月

## 学術論文
出典:
- 八王子車人形の動きを取り入れたロボットモーションデザイン： 序破急を中心に(共著：董然,早野慎吾,蔡東生)地域文化の研究(3)、pp.13-21 2020年4月
- 文楽人形と魂に関する社会心理学的研究：他者理解と擬人化 地域文化の研究(3)、pp.1-12 2020年4月
- マンガを活用した国語教育(3)：小学校の古文教育 日本語文化の研究 2、pp.1 - 10 2019年5月
- オタク文化の表現論(1):コミック景観について 日本語文化の研究 (1) pp.10 - 21 2018年3月 ISSN 2433-2623
- 年少者の言語能力と学力の関係：社会科教科書を用いた語彙調査から(共著：早野慎吾, 宮田好恵) Ars Linguistica (18)日本中部言語学会、pp.131-140 2011年11月
- 宮崎方言における「ダゴ（団子）」(共著：早野慎吾, 宮田好恵) Ars Linguistica (18) 日本中部言語学会、pp.141-150 2011年11月
- 外国人児童の語彙理解に関する研究：社会科教科書を用いた語彙調査から(共著：早野慎吾, 松井洋子,宮田好恵) Ars Linguistica(17)日本中部言語学会、pp.114-125 2010年11月
- 宮崎語話者と東京語話者のイメージ(1):宮崎県都城市の調査から　九州地区国立大学間連携教育系・文化系論文集 2(1) 、2008年9月
- 文字に書かれた宮崎方言　地域文化研究(2) 、pp.31-40 2008年5月
- 国語科教育における地域言語教育(1):方言・標準語・共通語　九州地区国立大学間連携教育系・文化系論文集1(1)、 2007年9月
- 宮崎県の言語動態--宮崎県南部域を中心として(特集=方言と方言研究の現況) 国文学 : 解釈と鑑賞 72(7)、pp.156-162 2007年7月
- 九州方言における二段活用の現況：宮崎県南部域の調査から　Ars Linguistica (14) 日本中部言語学会、pp.83-92 2007年11月
- 宮崎県都城市の言語動態:言語形式とアイデンティティ　Ars Linguistica (13) 日本中部言語学会、pp.62-70 2006年11月
- 無アクセントの比較研究:栃木・茨城アクセントと宮崎アクセントの比較 地域文化研究 (1)、pp.23-32 2006年3月
- 方言コンプレックスのメカニズム Ars Linguistica (12)日本中部言語学会、pp.89-98 2005年11月
- 発話素(utteranceme)としての文節 Ars Linguistica(11)日本中部言語学会、pp.211-225 2004年11月
- 茨城方言における遊びのかけ声・台詞 ArsLinguistica (9)日本中部言語学会、pp.59-68 2002年
- 非弁別的アクセントの実態と系統 Ars Linguistica (6)日本中部言語学会、pp.176-188 1999年
- 松下大三郎初期の口語研究：日本俗語文典と遠江文典についてArs Linguistica (6) 日本中部言語学会、pp.189-200 1999年
- 茨城県玉造方言の変化：伝統方言と新規方言Ars Linguistica (4) 日本中部言語学会、pp.91-105 1997年
- 言語使用とパーソナリティ Ars Linguistica (1)日本中部言語学会、pp.33-44 1993年